# Solomonica de Winter
Solomonica (Moon) de Winter (Bloemendaal, 3 juni 1997) is een Nederlands schrijfster en kunstenares. 
De Winter schrijft in het Engels. Nadat ze drie jaar in Los Angeles gewoond had, begon ze op haar veertiende met schrijven aan Over the Rainbow.
De Winter figureerde in de vijftien minuten durende film/docu Moon and the Wolfgirl uit 2007, naar een idee van haar zelf, geregisseerd door Sarah Domogala en uitgebracht door 100%Halal in samenwerking met de Joodse Omroep.
De Winter is de dochter van het schrijversechtpaar Leon de Winter en Jessica Durlacher.
Sinds oktober 2015 woont De Winter in Israël waar ze studeert aan de Minshar Art Academy.